# Franzen, Wisconsin
Franzen là một thị trấn thuộc quận Marathon, tiểu bang Wisconsin, Hoa Kỳ. Năm 2010, dân số của thị trấn này là 525 người.